# Mikroformát
Mikroformát (anglicky microformat, někdy stylizováno jako μF) je způsob, jak do webových stránek ukládat strojově čitelné informace pomocí stávajícího HTML nebo XHTML.

## Popis
Toto sémantické značkování umožňuje speciálním programům jednoduše zpracovávat informace určené koncovým uživatelům (jako jsou kontaktní informace, zeměpisné souřadnice či události v kalendáři).
Ačkoliv obsah webových stránek je technicky možné „automaticky zpracovávat“ (vyhledávačem), nicméně takové zpracování je obtížné, protože tradiční značkovací tagy slouží pouze k zobrazení informací na webu a nepopisují, co daná informace znamená. Mikroformáty jsou určeny k překlenutí této pomyslné mezery tím, že připojí sémantiku. Tím se předešlo dalším složitějším metodám automatického zpracování, jakým je například extrakce informací. Používání a zpracování mikroformátů umožňuje, aby čistá data mohla být jednoduše indexována, prohledávána a ukládána, takže mohou být opakovaně využívána nebo kombinována.

## Technický náhled
XHTML a HTML standardy umožňují vkládat sémantická slova přímo do atributů značkovacích tagů. Mikroformáty využívají výhod plynoucí z těchto norem tím, že naznačují přítomnost metadat použitím v následujících atributech:
- class
- rel
- rev (pouze v jednom případě, jinak se již v mikroformátech nepoužívá [1])

Například v textu „letadlo letí na 52.48, -1.89“ je dvojice čísel, ze které můžete z kontextu pochopit, že se jedná o zeměpisné souřadnice. Pokud je ale zabalíte do spanů (či jiných HTML elementů) se specifickými názvy tříd (v tomto případě geo, latitude a longtitude – tedy všechny části specifikace Mikroformátu geo)
```
 
letadlo
 
letí
 
na
 
52.48,
 
-1.89

  
<span
 
class=
"geo"
>

   
<span
 
class=
"latitude"
>
52,48
</span>
;

   
<span
 
class=
"longitude"
>
-1,89
</span>

  
</span>

```

Poté mohou stroje přesně určit, co jaká hodnota představuje a na základě toho mohou vykonávat různé úkoly, jako je zaindexování, vyhledání na mapě či exportování přímo do gps navigace.

## Příklad
V tomto příkladu máme takto uvedeny kontaktní údaje:
```
 
<div>

  
<div>
Jan
 
Novák
</div>

  
<div>
moje
 
firma
 
s.r.o.
</div>

  
<div>
123456789
</div>

  
<a
 
href=
"http://moje-firma.cz"
>
http://moje-firma.cz/
</a>

 
</div>

```

S použitím značkování hCard mikroformátu nám vznikne:
```
 
<div
 
class=
"vcard"
>

  
<div
 
class=
"fn"
>
Jan
 
Novák
</div>

  
<div
 
class=
"org"
>
moje
 
firma
 
s.r.o.
</div>

  
<div
 
class=
"tel"
>
123456789
</div>

  
<a
 
class=
"url"
 
href=
"http://moje-firma.cz"
>
http://moje-firma.cz/
</a>

 
</div>

```

Informace, ve formátu jméno (fn), organizace (org), telefonní číslo (tel) a webová adresa (URL), byly identifikovány pomocí názvů konkrétních tříd. Označení class="vcard", naznačuje, že ostatní třídy tvoří hCard (zkratka pro „HTML vCard“), a že nejsou pojmenovány jen shodou okolností. Pro hCard existuje mnoho dalších volitelných označení tříd. Na základě takto popsaných informací může patřičný software (třeba plugin do prohlížeče) identifikovat potřebná data a přenést je do jiných aplikací – třeba přidat do adresáře.

## Specifické mikroformáty
Několik mikroformátů bylo vyvinuto k tomu, aby umožnilo sémantické značkování jednotlivých typů informací.
- hAtom – pro generování Atom kanálů z HTML stránek
- hCalendar – pro akce kalendáře
- hCard – pro kontaktní informace ve formátu vCard, mezi které patří:
  - adr – pro poštovní adresy
  - geo – pro zeměpisné souřadnice (šířka, délka)
- hNews – pro zpravodajství
- hProduct – pro produkty
- hResume – za životopisy
- hReview – pro hodnocení
- hTrademark – pro ochranné známky
- rel-directory – pro tvorbu a začleňování distribuovaných adresářů[2]
- rel-enclosure – Pro multimediální přílohy na internetových stránkách[3]
- rel-license – specifikace autorských práv licence[4]
- rel-nofollow – pokus odrazení třetích stran od spamu (např. spam v blozích ).
- rel-tag – pro decentralizované označování (folksonomie)[5]
- xFolk – pro označené odkazy
- XFN (XHTML sítě přátel) – pro sociální vztahy
- XOXO – pro seznamy

## Mikroformáty ve vývoji
Mezi mnoha navrhovanými mikroformáty, se tyto aktivně vyvíjejí:
- hAudio – pro audio soubory a odkazy na vydané nahrávky
- hRecipe – recepty na vaření[6]
- citation – pro citování
- currency – peníze
- figure – pro přiřazení nadpisu k obrázku [7]
- geo (rozšíření) – pro místa na Marsu, Měsíci a další taková místa; pro nadmořskou výšku (altitude) a pro body označující cesty a hranice
- species – pro jména živých stvoření
- measure – pro fyzická množství, či strukturované datové hodnoty

## Použití mikroformátů
Použitím mikroformátů v HTML kódu zajistíte možnost dalšího formátování dat, které mohou být použity dalšími aplikacemi. Těmi mohou být programy sbírající data o online zdrojích, jako webové vyhledávače, nebo desktopové aplikace jakými jsou emailoví klienti či kalendáře. Mohou být také použity k usnadnění exportování zeměpisných umístění do Google Maps a prostorově je vizualizovat.
Několik rozšíření pro webové prohlížeče, jako Operator pro Firefox, Oomph pro Internet Explorer, či tlačítko pro Maxthon, nabízí schopnost detekce mikroformátů v HTML dokumentech. Když je nalezen některý z mikroformátů – hCalendar, či hCard, tak tato rozšíření prohlížeče umožní export do formátu kompatibilního s aplikacemi pro správu kontaktů a kalendářů, jako např. Microsoft Outlook, či Mozilla Thunderbird. Při práci se zeměpisnými souřadnicemi, mohou být data odeslána do aplikací jako např. Google Maps. Dotazovací jazyk Yahoo! může být také použit k extrakci dat z webových stránek. 12. května 2009 Google oznámil, že ve svých výsledcích začnou zohledňovat mikroformáty hCard, hReview a hProduct.

## Alternativní přístupy
Mikroformáty nejsou jediným řešením pro distribuci dat na webu. Existují také další alternativní přístupy a jsou také stále ve vývoji. Například využití XML značek.